# F&F Tower
El F&F Tower (anteriormente llamado Revolution Tower y coloquialmente conocido como El Tornillo) es un rascacielos de oficinas, ubicado en el sector financiero de la ciudad de Panamá, Calle 50. Su forma es una innovación para la construcción en Panamá y Latinoamérica, es una torre contorsionada en forma de tornillo de 236 metros. La construcción fue finalizada en el 2011.
La empresa de bienes raíces alemana Emporis seleccionó a la F&F Tower entre los 10 mejores rascacielos de 2011. Entre los ganadores del Emporis Skyscraper Award de 2011, la F&F Tower se ubicó en séptimo lugar por su excelencia arquitectónica y funcionalidad.
Tiene una altura de 236,4 metros, ocupa un área de 57,000.00 m². Es el noveno más alto de Panamá y el 14 de Latinoamérica.